# Lætitia Gabrielli
Lætitia Gabrielli (n. 29 iunie 1966, Paris) este o actriță franțuzoaică de origine italiană. Începând din 2004, ea este peisagistă și instructoare pentru tinerii care-și caută un loc de muncă.

## Biografie
A studiat teatrul încă de la vârsta de 12 ani cu Anne Delbée. Ea a debutat în 1980, în La Boum alături de Sophie Marceau.
La vârsta de 20 de ani a interpretat rolul Juillet în filmul Juillet en septembre de Sebastien Japrisot (scenarist al filmului L'Été meurtrier) .
Ea interpretează în mai multe rânduri fete picante, excentrice și puțin discrete în serialele realizate de AB Productions : Rosy în Hélène et les Garçons, Luna în Les Filles d'à côté și apoi Rita în L'École des passions. Apare de asemenea într-un episod din Vacances de l'amour, unde interpretează o tânără pe nume Carine, și în câteva episoade din serialul Blague à part, în rolul Tina.
Joacă în anul 2002 în mai multe filme de televiziune, printre care Poil de carotte, regizat de Richard Bohringer și difuzat de France 2. În același an realizează un film de scurt metraj intitulat Boulette, cu Tom Novembre în rolul principal. În 2003 coregizează scurtmetrajul L'Enfant de la haute mer și joacă în filmul Moi et mon Blanc regizat de S. Pierre Yameogo.

## Filmografie
- La Boum (1980)
- La Boum 2 (1982)
- Adios Antoinette (1982)
- Médecins de nuit (serial TV, 1982), episodul Le groupe rock
- Flics de choc (1983)
- Le Marginal (1983)
- Ringul (1984)
- Juillet en Septembre (1987)
- Room service (1992)
- Nestor Burma (1992)
- Hélène et les Garçons (1993)
- Les Cinq Dernières Minutes (1993)
- Les Filles d'à côté (1994)
- Navarro (1995)
- L'École des passions (1996)
- Papa revient demain (1997)
- Les vacances de l'amour (1998)
- Island détectives (1999)
- Blague à part (2000)
- Pourquoi t'as fait ça ? (2001)
- Central nuit (2001)
- Poil de carotte (2003)
- Moi et mon Blanc (2003)
- Le jour où tout a basculé (2012) - episodul „ma mère a laissé mourir mon père”
- RIS (2013) - sezonul 8, episodul 3 : „A bout de course”